# Pfalz D.III
Die Pfalz D.III war ein Jagdeinsitzer der deutschen Fliegertruppe im Ersten Weltkrieg, welches hauptsächlich von Jagdstaffeln der Königlich Bayerischen Fliegertruppe verwendet wurde.

## Entwicklung
Ab 1913 stellten die Pfalz Flugzeugwerke GmbH in Speyer Maschinen der Typen Morane und Otto in Lizenz her. Im Verlaufe des Ersten Weltkrieges wurden hauptsächlich die Pfalz A.I und Kampfeindecker gebaut. Nachdem erfolglosen Versuch, einen eigenen Doppeldecker (D.4) zu entwickeln, hatte Pfalz Flugzeuge vom Typ Roland D.II und D.IIa  in Lizenz gefertigt. Als nach etwa 200 gelieferten Maschinen die Produktion auslief, waren erneut Kapazitäten für eigene Entwicklungen frei.
Die Pfalzwerke hatten wie andere Hersteller auch eine erbeutete Nieuport 11 erhalten, und nun versuchten Chefkonstrukteur Rudolph Gehringer und seine Ingenieure Paulus und Goldmacher, den Entwurf für ein neues Flugzeug möglichst stark anzupassen, ohne die Schwächen der Nieuport-Maschinen mit zu übernehmen. Vor allem wurde der Rumpf in der für die Roland-Flugzeuge typischen Wickelrumpfbauweise gefertigt, die allerdings arbeitsintensiv und teuer war. Dabei wurden dünne Sperrholzplatten über Kreuz auf das Rumpfgerüst geleimt, was zu großer Stabilität und guten aerodynamischen Eigenschaften führte.
Auf Basis dieser Erfahrungen entstand die D.III als die erste wirklich erfolgreiche Eigenkonstruktion der Pfalz-Flugzeugwerke. Die Maschine, im April 1917 entworfen, kam mit einem 160 PS starken Mercedes-D-III-Motor im Juni in die Erprobung. Im April hatte Pfalz eine erneute Order über 100 weitere Roland D.III erhalten; diese wurde nach Lieferung von 30 Flugzeugen gestoppt und durch eine Order über 70 Pfalz D.III ersetzt, die die Inspektion der Fliegertruppen (IdFlieg) nach der offiziellen Typenprüfung in Berlin-Adlershof um weitere 300 auf 370 erhöhte. Allerdings verlangte die IdFlieg verschiedenen Modifikationen, so die Erweiterung des Ruders und ausbalancierte Querruder.

### Pfalz D.III
Die Pfalz D.III war ein konventionelles Modell. Der Rumpf wurde in Schalenbauweise gefertigt und war stromlinienförmig mit Sperrholz umwickelt. Bemerkenswert war der durch einen doppelten Holm sehr stabile Unterflügel, der auch maßgeblich die guten Leistungen der Maschine im Sturzflug beeinflusste. In großen Höhen konnte die Pfalz D.III sogar streckenweise die Leistungen der etwas instabileren Albatros-Flugzeuge übertreffen.
Das Fahrwerk war, wie zur damaligen Zeit üblich, ein Starrfahrwerk. Der von Mercedes gelieferte Motor erreichte eine passable Leistung und war mit einem Teeves and Braun Flächenkühler verbunden. Die Standardbewaffnung bestand aus zwei starren vorwärts gerichteten Maschinengewehren vom Typ MG 08/15 mit Kaliber 7,92 mm. Diese waren in den Rumpf integriert, was die Bedienung, insbesondere die Beseitigung von Ladehemmungen während des Fluges erschwerte. Die von Franz Schneider entwickelte Synchronisationstechnik, die bei der Fokker E.III erstmals Verwendung fand, wurde auch hier eingebaut.
Nach Lieferung von 260 D.III wurde die Produktion stattdessen auf die D.IIIa umgestellt.

### Pfalz D.IIIa
Die D.IIIa unterschied sich durch abgerundete Flügelenden und größere, ebenfalls abgerundete Leitwerksflächen. Die Maschinengewehre waren in die obere Rumpfabdeckung verlegt worden, so dass sie für den Piloten und die Mechaniker leichter erreichbar waren. Der verbesserte 6-Zylinder-Motor Mercedes D IIIa erzielte eine höhere Leistung.

## Einsatz
Die werkseitig silbergrau gestrichenen Pfalz D.III erschien ab August 1917 an der Front; zunächst bei der Jasta 10, dann bei der Jasta 4 und bei den seit Juli in bayerische Einheiten umgewandelten Jastas 16, 23, 32, 34 und 35. Sie erwies sich der Albatros D.III überlegen, erreichte aber nicht die Geschwindigkeit der schnelleren Albatros D.V und die Steigfähigkeit der wendigeren Fokker-Dreidecker. Außerdem drohte sie im Kurvenflug bei niedriger Flughöhe abzuschmieren, was einen Luftkampf in geringer Höhe gefährlich machte. Vor allem die neuesten Jagdflugzeuge der Alliierten wie die Royal Aircraft Factory S.E.5a, die Sopwith Camel oder die SPAD S.XII waren ihr überlegen. Dennoch war sie bei den Piloten beliebt, denn sie galt als zuverlässig und insbesondere als robuster als die bei Sturzflügen zu Flügelbrüchen neigende Albatros D.V oder die ebenfalls zur Tragflächenbrüchen neigende Fokker Dr.I. Die Pfalz D.III war sehr beschussfest und daher besonders für den Sturzflugangriff auf feindliche Fesselballons geeignet, wenn sie auch durch ihre Bauweise schneller als andere Flugzeuge in Brand geschossen werden konnte. Erfolgreiche Kampfflieger wie Julius Buckler und Heinrich Gontermann erzielten mit ihr zahlreiche Abschüsse von Fesselballons. Die Alliierten hatten die Möglichkeit, eine am 26. Februar 1918 auf britischer Seite notgelandete Maschine zu untersuchen und bestätigten ihre große Stabilität, eine ausgezeichnete Sicht aus dem Cockpit, ihre Wendigkeit und ihre Manövrierfähigkeit.
Vornehmlich bayerische Jagdstaffeln wurden mit dieser aus der im damals bayerischen Speyer gefertigten Maschine ausgerüstet. Ende Oktober 1917 waren bereits 145 Flugzeuge im Fronteinsatz, am 31. Dezember 1917 standen 276 D.III und 114 D.IIIa an der Front. Auch die neu aufgestellten Jastas 76-80 und die Marine-Feld-Jastas erhielten Pfalz D.III/D.IIIa. Es kam jedoch zu Reklamationen über Flügelzittern, und als die Techniker der Jasta 24 am Querruder einer Maschine tatsächlich einen Bruchschaden entdeckten, musste Pfalz alle Querruder austauschen und verstärken. Nach längerem Einsatz zeigten sich weitere Schwächen: Der Sperrholzrumpf wurde anfällig gegen Verdrehen oder Verziehen, sei es dadurch, dass unzureichend abgelagertes Holz beim Bau verwendet worden war oder die witterungsbedingte Feuchtigkeit den Flugzeuge zusetzte, da diese meist auf einfachen Feldflugplätzen abgestellt ungeschützt Sonne, Regen und Wind ausgesetzt wurden.
Während die D.III allmählich zurückging, wuchs die Zahl der D.IIIa auf 433 im April 1918; 46 Jastas hatten Pfalz-Jäger in ihrem Bestand. Selbst nach Zulauf der Fokker D.VII waren im Juni 1918 noch 430, im August 1918 immer noch 166 Maschinen im Einsatz; das letzte Flugzeug wurde erst im Oktober 1918 aus dem Fronteinsatz abgezogen und zur Pilotenausbildung abgegeben.
Insgesamt wurden etwa 260 Pfalz D.III und 750 D.IIIa gefertigt. Die letzte, zwischen Mitte April und 15. Mai 1918 gefertigte Serie wurde mit einem zweiten Kühler ausgestattet und an die türkische Fliegertruppe geliefert.

### Leistungsvergleich
Leistungsvergleich von Jagdeinsitzern im Fronteinsatz zum Ende des Ersten Weltkriegs:
| Name                   | Staat                  | Erstflug   | Indienststellung | Motorleistung | max. Geschwindigkeit | Startmasse | Bewaffnung (MG) | Gipfelhöhe | Stückzahl |
| ---------------------- | ---------------------- | ---------- | ---------------- | ------------- | -------------------- | ---------- | --------------- | ---------- | --------- |
| Albatros D.III         | Deutsches Reich        | 1916-08-01 | 1917-01-15       | 170 PS        | 165 km/h             | 886 kg     | 2               | 5.500 m    | 1352      |
| S.E.5a                 | Vereinigtes Königreich | 1916-11-22 | 1917-03-15       | 200 PS        | 222 km/h             | 880 kg     | 2               | 5.185 m    | 5205      |
| Sopwith Camel          | Vereinigtes Königreich | 1916-12-31 | 1917-06-15       | 130 PS        | 185 km/h             | 659 kg     | 2               | 5.791 m    | 5490      |
| Sopwith Dolphin        | Vereinigtes Königreich | 1917-03-23 | 1918-02-15       | 200 PS        | 211 km/h             | 890 kg     | 2               | 6.100 m    | 2072      |
| Albatros D.Va          | Deutsches Reich        | 1917-04-15 | 1917-07-15       | 185 PS        | 187 km/h             | 937 kg     | 2               | 6.250 m    | 2562      |
| Pfalz D.IIIa           | Deutsches Reich        | 1917-04-15 | 1917-08-15       | 180 PS        | 181 km/h             | 834 kg     | 2               | 6.000 m    | 750       |
| SPAD S.XIII            | Frankreich             | 1917-04-30 | 1917-05-31       | 220 PS        | 222 km/h             | 820 kg     | 2               | 6.650 m    | 8472      |
| Nieuport 28            | Frankreich             | 1917-06-14 | 1918-03-15       | 160 PS        | 195 km/h             | 740 kg     | 2               | 5.200 m    | 300       |
| Fokker Dr.I            | Deutsches Reich        | 1917-07-05 | 1917-09-01       | 130 PS        | 160 km/h             | 585 kg     | 2               | 6.500 m    | 420       |
| Sopwith Snipe          | Vereinigtes Königreich | 1917-10-31 | 1918-08-30       | 230 PS        | 195 km/h             | 955 kg     | 2               | 6.100 m    | 497       |
| L.F.G. Roland D.VIa    | Deutsches Reich        | 1917-11-30 | 1918-05-15       | 160 PS        | 190 km/h             | 820 kg     | 2               | 5.500 m    | 353       |
| Siemens-Schuckert D.IV | Deutsches Reich        | 1917-12-31 | 1918-08-15       | 160 PS        | 190 km/h             | 735 kg     | 2               | 8.000 m    | 123       |
| Fokker D.VII           | Deutsches Reich        | 1918-01-24 | 1918-04-15       | 180 PS        | 189 km/h             | 910 kg     | 2               | 6.000 m    | 800       |
| Fokker D.VIIF          | Deutsches Reich        | 1918-01-24 | 1918-04-15       | 226 PS        | 205 km/h             | 910 kg     | 2               | 7.000 m    | 200       |
| Pfalz D.VIII           | Deutsches Reich        | 1918-01-24 | 1918-09-15       | 160 PS        | 190 km/h             | 740 kg     | 2               | 7.500 m    | 120       |
| Pfalz D.XII            | Deutsches Reich        | 1918-03-31 | 1918-07-15       | 160 PS        | 180 km/h             | 902 kg     | 2               | 5.640 m    | 750       |
| Fokker D.VIII          | Deutsches Reich        | 1918-05-31 | 1918-07-31       | 110 PS        | 204 km/h             | 605 kg     | 2               | 6.300 m    | 289       |

## Heute
Eine Originalmaschine ist im Australian War Memorial Museum erhalten. Zudem wurden zwei Nachbauten für den 1965 gedrehten Spielfilm „Der blaue Max“ angefertigt, die sich in Neuseeland befinden.
Auszubildende der PFW Aerospace, die die Tradition der Pfalz-Flugzeugwerke fortführt, fertigten eine originalgetreue Kopie einer Pfalz D.III an, die im Technik Museum Speyer ausgestellt ist.

## Technische Daten
| Kenngröße             | D.III                                                       | D.IIIa                                                       |
| --------------------- | ----------------------------------------------------------- | ------------------------------------------------------------ |
| Baujahr               | 1917                                                        | 1918                                                         |
| Einsatzzweck          | Jagdflugzeug                                                | Jagdflugzeug                                                 |
| Besatzung             | 1                                                           | 1                                                            |
| Länge                 | 6,95 m                                                      | 6,95 m                                                       |
| Spannweite            | 9,40 m                                                      | 9,40 m                                                       |
| Höhe                  | 2,67 m                                                      | 2,67 m                                                       |
| Flügelfläche          | 22,17 m²                                                    | 22,17 m²                                                     |
| Leermasse             | 695 kg                                                      | 697 kg                                                       |
| Startmasse            | 932 kg                                                      | 834 kg                                                       |
| Höchstgeschwindigkeit | 169 km/h in NN                                              | 181 km/h in NN                                               |
| Steigzeit auf 1000 m  | 3:17 min                                                    |                                                              |
| Steigzeit auf 1500 m  |                                                             | 7 min                                                        |
| Steigzeit auf 3000 m  | 11:45 min                                                   | 5:33 min                                                     |
| Dienstgipfelhöhe      | 5500 m                                                      | 6000 m                                                       |
| Reichweite            | 400 km                                                      | 400 km                                                       |
| Flugdauer             | 2:30 h                                                      | 2 h                                                          |
| Triebwerk             | wassergekühlter Reihenmotor Mercedes D III, 160 PS (118 kW) | wassergekühlter Reihenmotor Mercedes D IIIa, 180 PS (132 kW) |
| Bewaffnung            | 2 MG 08/15, Kaliber 7,92 mm mit je 500 Schuss               | 2 MG 08/15, Kaliber 7,92 mm mit je 500 Schuss                |

## Bilder

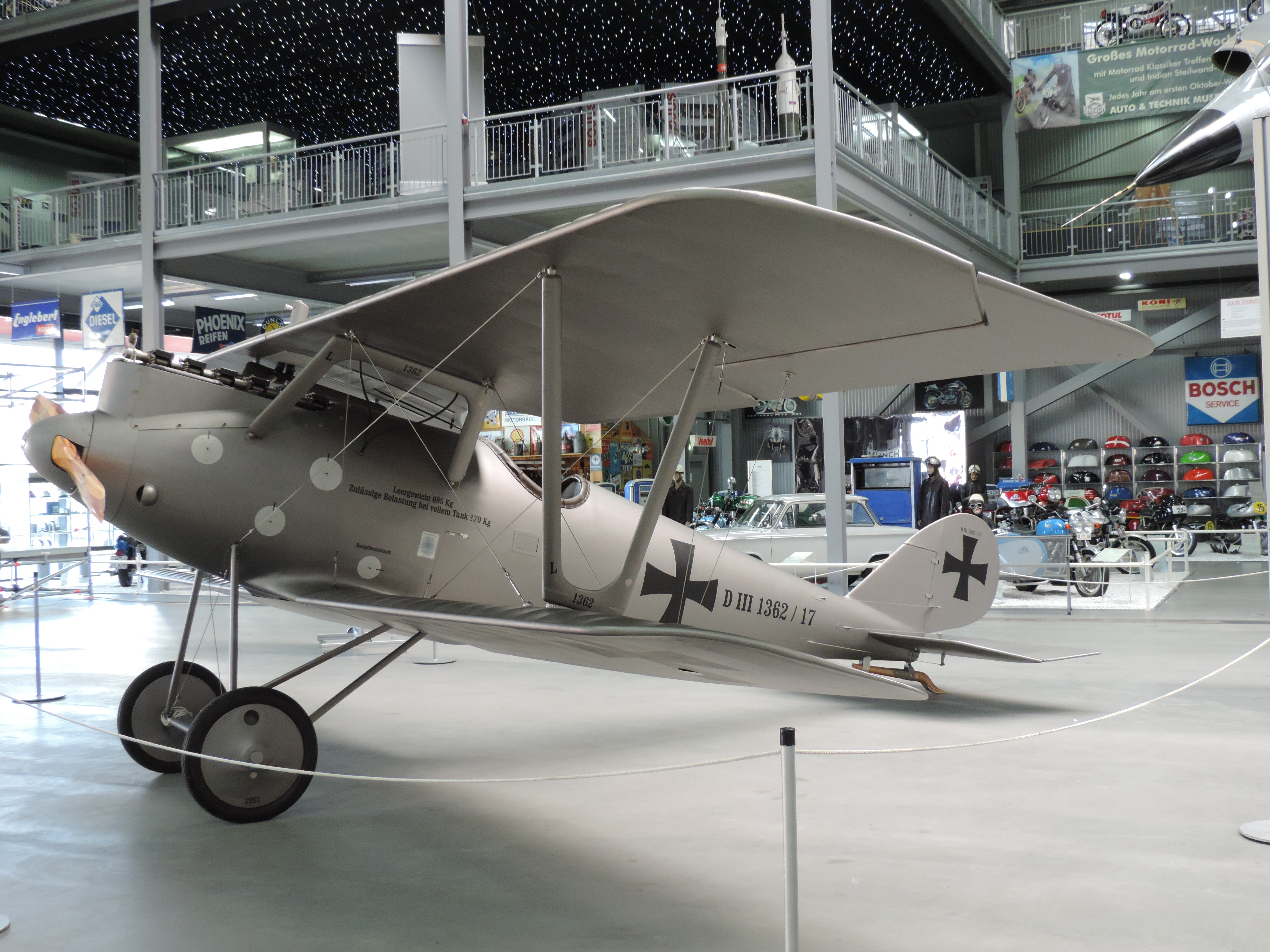
Replik der Pfalz D.III im Technik-Museum Speyer
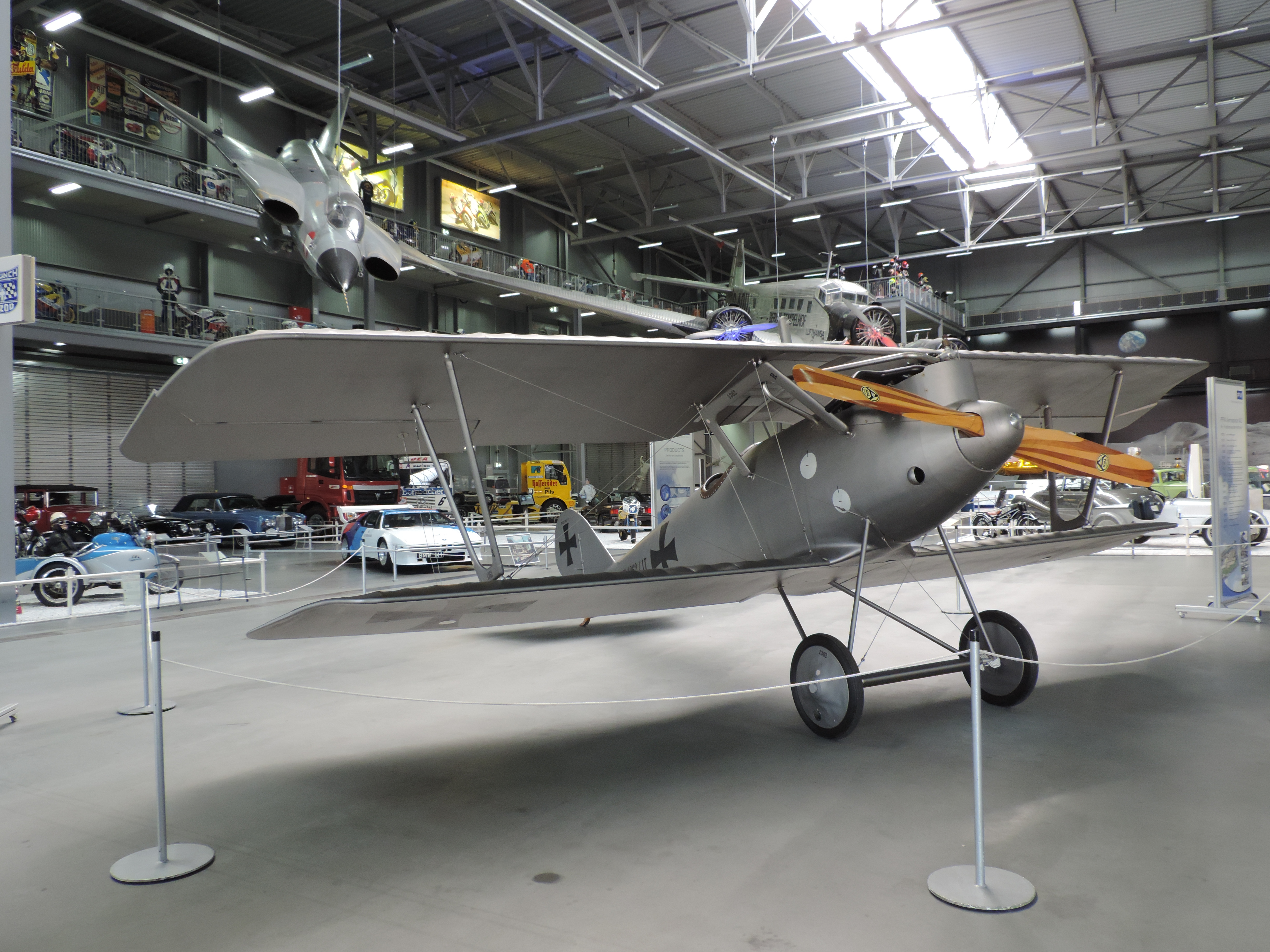
Replik der Pfalz D.III im Technik-Museum Speyer
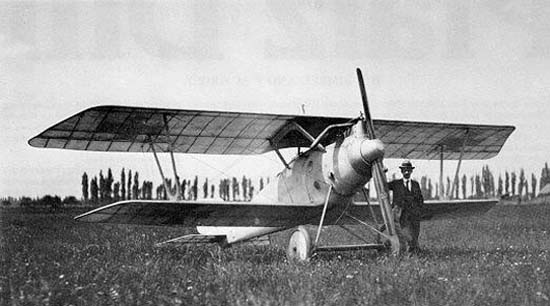
Pfalz D.III Prototyp
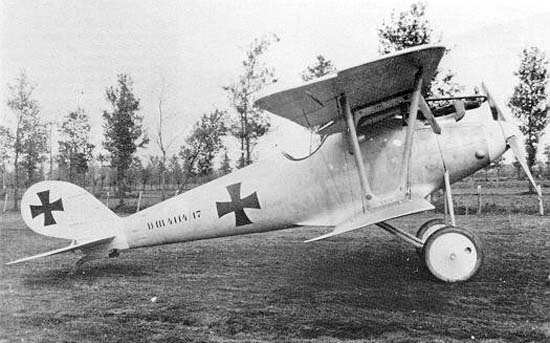
Pfalz D.III der Marine-Jasta 2
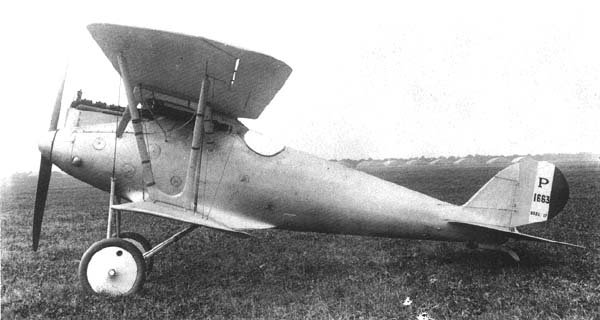
Diese Beutemaschine wurde von den Briten ausgiebig getestet
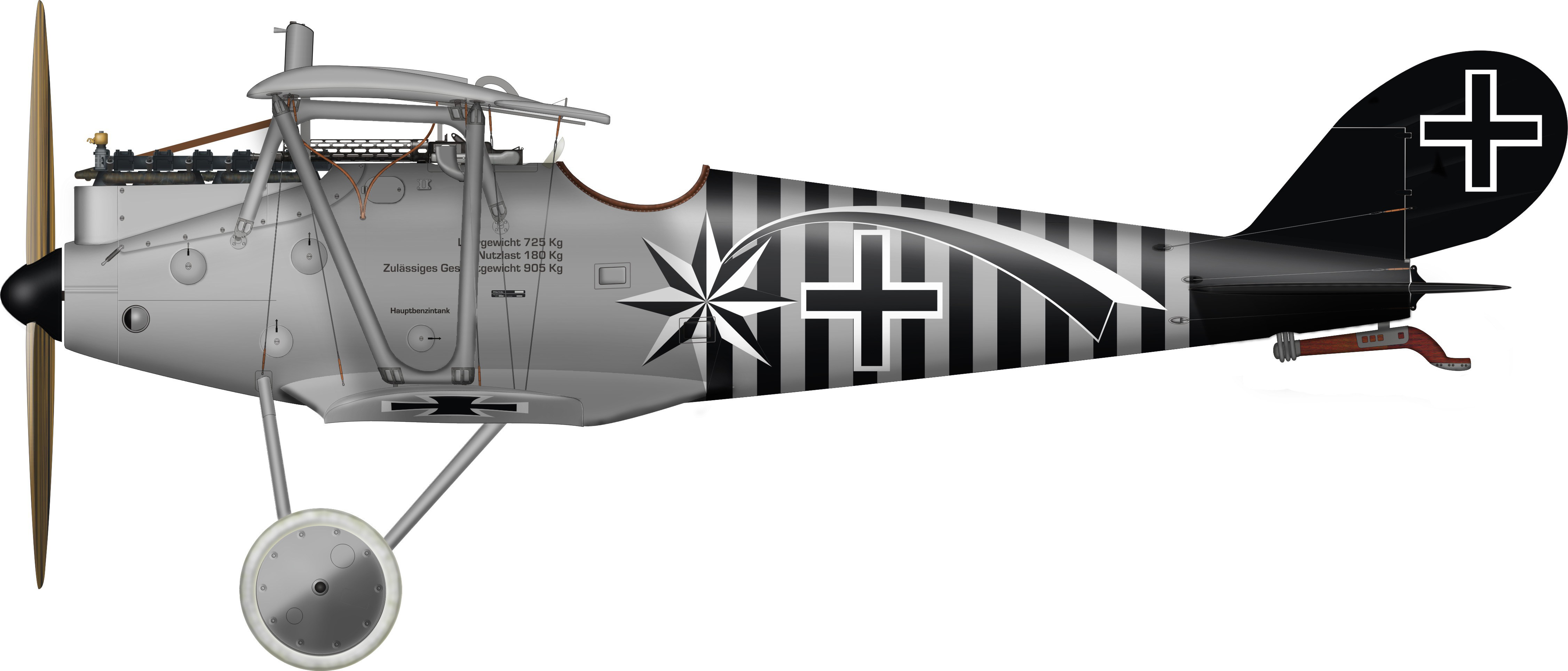
Pfalz D.IIIa, Vizefeldwebel Max Holtzem, Jasta 16
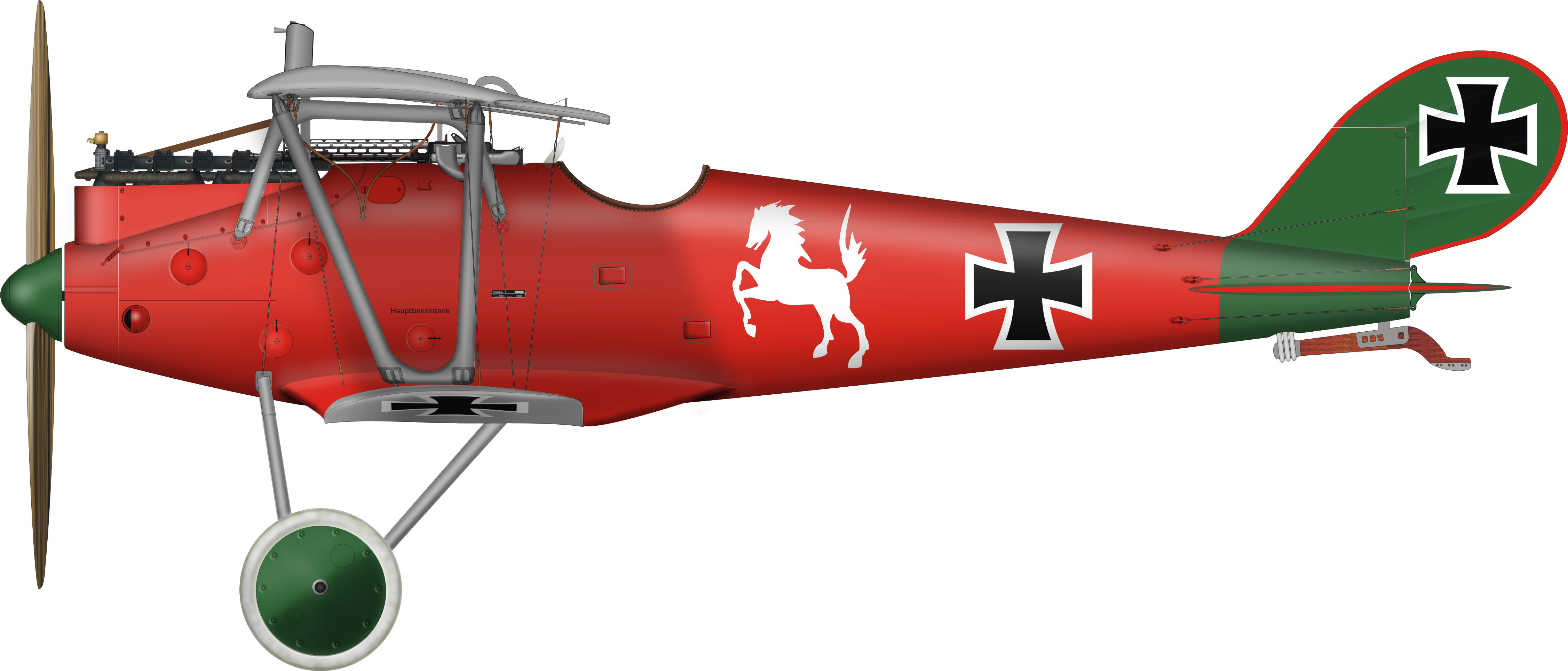
Pfalz D.IIIa, Jasta 5
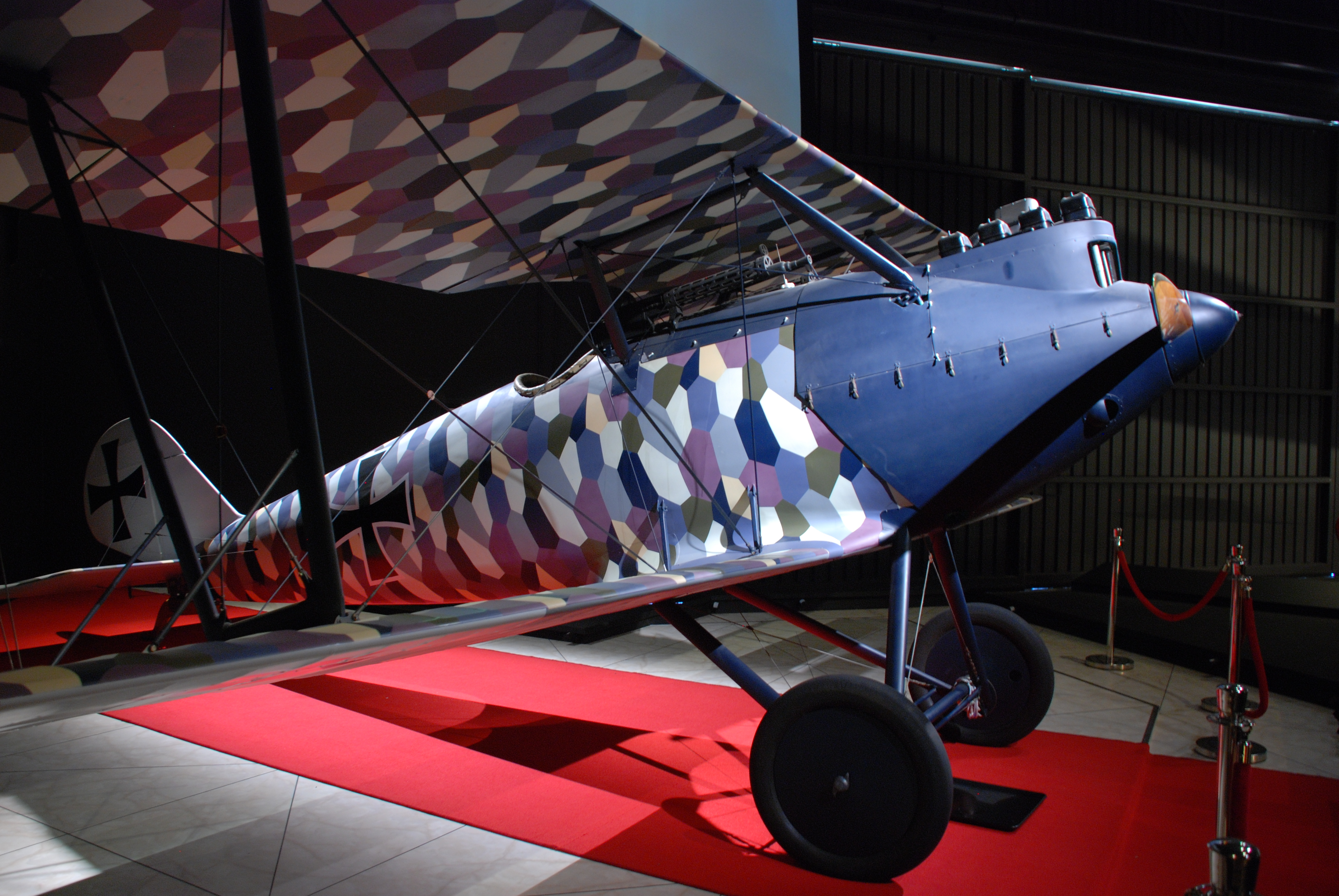
Nachbau aus dem Film „Der blaue Max“